# 佐竹義重
佐竹義重（日语：／ Satake Yoshishige，1547年3月7日—1612年5月19日）是日本戰國時代至江戶時代初期於常陸國的武將、戰國大名。佐竹氏第18代當主。父親是佐竹義昭。
與後北條氏在關東地方爭霸，建構佐竹氏的全盛時期。引入最新的冶金技術以開采領内的金山，獲得豐富的資金。亦建立起關東第一的鐵砲隊。

## 生平

### 繼任家督
在天文16年2月16日（1547年3月7日）出生，家中長男。永祿5年（1562年），因為父親義昭退位，繼任家督並成為第18代當主。永祿7年（1564年），與越後國的上杉謙信一同在小田城之戰中，令常陸國小田城城主小田氏治敗走。永祿8年（1565年），在義昭死後，正式掌握實權（有異説）。此外，因為父親死去，引起反對勢力的反攻。

### 擴大勢力
與在義昭時期就開始合作的上杉謙信加強關係。永祿9年（1566年），進攻小田氏治，並奪取小田大半領地，更進攻下野國那須郡的武茂氏，令其從屬。永祿10年（1567年），進攻白河義親並獲得大勝。永祿12年（1569年），在手這坂之戰中，大勝小田氏治，並奪取小田城。
另一方面，相模國的北條氏政在關東地方的勢力越來越強大，佐竹氏等關東氏族與後北條氏對立。元龜2年（1571年），氏政與蘆名盛氏和結城晴朝等人結盟，進攻從屬於佐竹氏的多賀谷政經。此時，派出援軍並撃退北條軍。元龜3年（1572年），令白河結城氏臣屬，更進一步利用姻親關係，吞併岩城氏（因為是岩城重隆的外孫，名字中的「重」字是重隆的偏諱，亦是重隆的猶子），亦與那須氏講和。天正2年（1573年），與投向北條方的小田氏治再戰，兼併氏治的大半所領等，活躍地擴大勢力。天正3年（1575年），奪取白河城。天正11年（1583年）5月10日，向大關清增發送起請文，令與佐竹氏爭鬥的那須氏之下的大關氏與佐竹氏達成和睦。此後，佐竹氏支配一半大關氏，大關氏一時間處於佐竹氏和那須氏之下。
不過因為急速擴大勢力，令周邊的諸大名感到危機，亦因為要同時應付北條氏政和蘆名盛氏等人，需要兩面作戰，於是陷入困境。為了打破困局，與結城氏和宇都宮氏建立婚姻關係，結為同盟以對抗氏政，以及與畿内的羽柴秀吉結盟等，以增加盟友。天正13年（1585年），因為受攻略下野國的北條軍猛烈反攻，失去長沼城，在不利的狀況下，被逼與北條方和睦（沼尻之合戰）。

### 與伊達政宗爭鬥
在這段時期，奧州的蘆名氏在蘆名盛氏死後，因為當主接二連三早逝，令勢力開始衰退，另一股新勢力伊達政宗則積極地擴大勢力。天正13年（1585年），以救援與伊達氏對立的二本松氏為名，與蘆名氏結成連合軍，並向奥州出陣，兩軍在人取橋會戰（人取橋之戰），在武力和兵力都處於上風，不過因為收到留守在常陸國的江戶氏等勢力不穩的情報後撤退，連合軍亦各自撤退（這次合戰成為了後來政宗在江戶城向將軍德川家光說的生涯中的大戰往事）。
天正15年（1587年），次男義廣成為蘆名氏的養嗣子，繼續與政宗對抗。天正16年（1588年），再次與奥州的諸大名連合，與政宗戰鬥。雖然兵力有壓倒性優勢，但是諸大名卻因為各自的利害關係而對立，以致軍中不和，因為不能戰勝政宗，經岩城常隆的調停後，被迫達成和睦（郡山合戰）。天正17年（1589年），義廣在摺上原之戰中被伊達氏大敗，白河結城氏和石川氏等陸奧南部諸大名都投向伊達氏。因此，佐竹氏被南部的北條氏直和北部的伊達政宗這兩大勢力挾擊，面臨滅亡的危機。同年，把家督讓予長男義宣後隱居，但仍然握有實權。

### 在豐臣政權下
天正18年（1590年），為表誠意而參加豐臣秀吉的小田原征伐，與義宣一同往小田原参陣，並參與石田三成進攻忍城的戰事。之後，服從秀吉的奧州仕置，被秀吉承認常陸國54萬石的支配權，成功一口氣挽回狀況。後來受秀吉的支援，進攻常陸中部的勢力江戶重通，把重通趕離水戶城，並消滅府中的大掾氏。天正19年（1591年）2月，在太田城謀殺於鹿島郡和行方郡被稱為「南方三十三館」的鹿島氏等大掾氏一族的國人領主，成功統一常陸國。

### 關原之戰及後
此後，把實權讓渡給兒子義宣，在太田城過著悠閒的隱居生活，被稱為「北城大人」（北城様）。
慶長5年（1600年）關原之戰，義宣因為石田三成的懇求打算加入西軍，但義重因為看清時勢，要加入德川家康的東軍，父子對立，結果中立沒有出兵。
慶長7年（1602年）5月，因為義宣沒有出兵的曖昧態度，令佐竹氏被減封至出羽國久保田20萬石（實際是40萬石）。
在轉移到久保田後，為了對付相繼爆發的反佐竹一揆，前往與義宣不同的六鄉城（現今仙北郡美鄉町）的居城，在六鄉町進行町割，並建設所領南部（仙北郡、平鹿郡、雄勝郡）。慶長17年（1612年）4月19日，於狩獵中墜馬死去。享年66歲。菩提寺是闐信寺（現今秋田市手形字蛇野）。

## 人物、逸話
- 智勇優秀。曾在與北條軍的戰鬥中，一瞬間斬殺7個敵人，因為如此勇猛而有「鬼義重」和「坂東太郎」的異名，令人恐懼。（『古先御戰聞書』）

- 年幼時就很聰明，10歲就代父親處理實際的政務而有文書中留下名字。而且在永祿8年（1565年）向流浪中的將軍足利義昭請求支援的御内書回信，於是名字亦被中央知道。

- 在就寢時不使用床墊，而睡在薄布上。被轉封到出羽國後，兒子義宣因為「北國寒冷」而送上睡衣和床墊，但是仍然沒有使用。

- 因為甲相同盟瓦解，向與相模國的後北條氏對決的甲斐國的武田信玄作文書交流，與信玄討論甲斐源氏（日语：甲斐源氏）的嫡流問題而成為逸話。

- 把自己的子女送到蘆名氏等諸大名成為養子，巧妙地擴大勢力。

- 從上杉輝虎（後來的謙信）收到名刀「備前三郎國宗」。後來，把此刀讓予義宣，因為義宣把刀鋒削去而變成脇差，作為愛刀家而對此嘆息。

- 愛刀是在日本南北朝時代鍛造的「八文字長義」。在與北條氏政軍戰鬥時，以此刀斬殺北條軍的騎馬武者（日语：騎馬武者），被斬的武者連兜被垂直分成兩半。

- 佐竹氏移往出羽國時，在常陸國收集美女，被認為是建立了秋田美人的基礎。

## 登場作品
小説
- （作者：近衛龍春，PHP文庫，2005年）
- （作者：志木澤郁，學研M文庫，2011年）

## 外部連結
- 武家家伝＿佐竹氏（页面存档备份，存于）
- 秋田美人について｜秋田県観光ガイド（页面存档备份，存于）